# Alexandru Cicâldău
Alexandru Cicâldău (ur. 8 lipca 1997 w Satu Nou) – rumuński piłkarz grający na pozycji środkowego pomocnika. Od 2023 jest zawodnikiem tureckiego klubu Konyaspor, na wypożyczeniu z Galatasaray SK.

## Kariera piłkarska
Swoją karierę piłkarską Cicâldău rozpoczął w 2004 roku w klubie Marcon Star Medgidia. W 2009 roku podjął treningi w Akademii Piłkarskiej Gheorge Hagiego. W 2016 roku został zawodnikiem Viitorulu Konstanca. 31 marca 2016 zadebiutował w nim w zremisowanym 1:1 wyjazdowym meczu pierwszej ligi rumuńskiej z ASA Târgu Mureș. W sezonie 2016/2017 wywalczył z Viitorulem pierwsze w historii klubu mistrzostwo Rumunii.
Latem 2018 Cicâldău przeszedł do Universitatei Krajowa. W jej barwach zadebiutował 23 lipca 2018 w zremisowanym 0:0 domowym meczu z CSM Politehnica Jassy. W sezonie 2019/2020 wywalczył z Universitateą wicemistrzostwo Rumunii.
| Sezon   | Klub                  | Kraj    | Rozgrywki | Mecze | Gole |
| ------- | --------------------- | ------- | --------- | ----- | ---- |
| 2015/16 | Viitorul Konstanca    | Rumunia | Liga I    | 2     | 0    |
| 2016/17 | Viitorul Konstanca    | Rumunia | Liga I    | 6     | 0    |
| 2017/18 | Viitorul Konstanca    | Rumunia | Liga I    | 34    | 1    |
| 2018/19 | Universitatea Krajowa | Rumunia | Liga I    | 35    | 4    |
| 2019/20 | Universitatea Krajowa | Rumunia | Liga I    | 32    | 14   |

## Kariera reprezentacyjna
Cicâldău grał w młodzieżowych reprezentacjach Rumunii na różnych szczeblach wiekowych – U-18, U-19 i U-21. W 2019 roku wystąpił z kadrą U-21 na Mistrzostwach Europy U-21. Dotarł z nią do półfinału.
W reprezentacji Rumunii Cicâldău zadebiutował 24 marca 2018 w wygranym 2:1 towarzyskim meczu z Izraelem, rozegranym w Netanji. W 83. minucie tego meczu zmienił Răzvana Marina. 31 marca 2021 w meczu eliminacji do MŚ 2022 z Armenią (2:3) strzelił swoje pierwsze dwa gole w kadrze narodowej.